# Bolyai Farkas
Bolyai Farkas (Bólya, 1775. február 9. – Marosvásárhely, 1856. november 20.) magyar matematikus, 1832-től a Magyar Tudós Társaság tagja. Első életrajzírója, Paul Stäckel szerint vele kezdődik a magyarországi matematikai kutatás története.
A sokoldalú tudós más tudományterületekkel, illetve művészetekkel is foglalkozott, és gyakorlati téren is tevékenykedett. Saját korában művei csak szűk körben váltak ismertté, így több kutatási eredménye más matematikusok nevén került be a matematika történetébe, őt magát a nemeuklideszi geometriák előfutáraként tartják számon. Majdnem fél évszázadig dolgozott a marosvásárhelyi református kollégium matematika-, fizika- és kémiaprofesszoraként, ez idő alatt rengeteget tett a korszerű természettudományos ismeretek elterjesztéséért. Leghíresebb tanítványa saját fia, Bolyai János volt.

## Élete
Elszegényedett nagybirtokos családból származott. Édesapja, Bolyai Gáspár már csak szolgabírói állással és egy kisebb birtokkal rendelkezett, viszont híres volt gazdálkodói hozzáértéséről, és vidám, józan eszű, művelt férfiként tartották számon. Édesanyja, Pávai Vajna Krisztina egy domáldi kisbirtokot kapott hozományul, ezt örökölte később Bolyai Farkas.
1781-től a nagyenyedi kollégiumban tanult, ahol kitűnt különleges tehetségével. Rövid idő alatt megtanult latinul, görögül, héberül, románul, később németül, angolul, franciául és olaszul; kilencéves korában bármely témáról latin verset rögtönzött. Könnyedén szorzott, osztott 13-14-jegyű számokat fejben, tudott belőlük négyzet- és köbgyököt vonni – egy átlagember számára csaknem érthetetlen módon.
Bolyai Farkas történelemtanára Herepei Ádám (1756–1814) volt. (Érdekesség, hogy Kőrösi Csoma Sándorral is Herepei Ádám szerettette meg a magyar múltat.)
Felfigyelve tehetségére, báró Kemény Simon, Alsó-Fehér vármegye főispánja, Simon nevű fia mellé vette tanulótársnak és oktatónak, így 1786-ban Farkas  Alsógáldra került a bárói kastélyba. Tanulótársában, az ifjabb Kemény Simonban élete végéig hűséges barátra talált, aki később anyagilag is támogatta. 1790-től mindketten a kolozsvári református kollégiumban tanultak. Kolozsvári tanulóévei alatt kipróbálta a színészkedést, rajzolt és festett, de a festészetről gyenge szeme miatt orvosi tanácsra lemondott. 1795-ben Kemény Simonnal külföldi tanulmányútra indultak, 1796-ban Jénában időztek egy darabig. Itt anélkül, hogy beiratkozott volna az egyetemre, eljárt néhány előadásra, többek között Johann Gottlieb Fichte filozófiai előadásait hallgatta. 1796 októberében mindketten beiratkoztak a göttingeni egyetemre, Kemény Simon jogot tanult, Bolyai Farkas pedig matematikát. Göttingenben került baráti kapcsolatba Gauss-szal, akivel sokat beszélgettek a geometria alapjairól, és utóbb, ha rendszertelenül is, de leveleztek egymással.

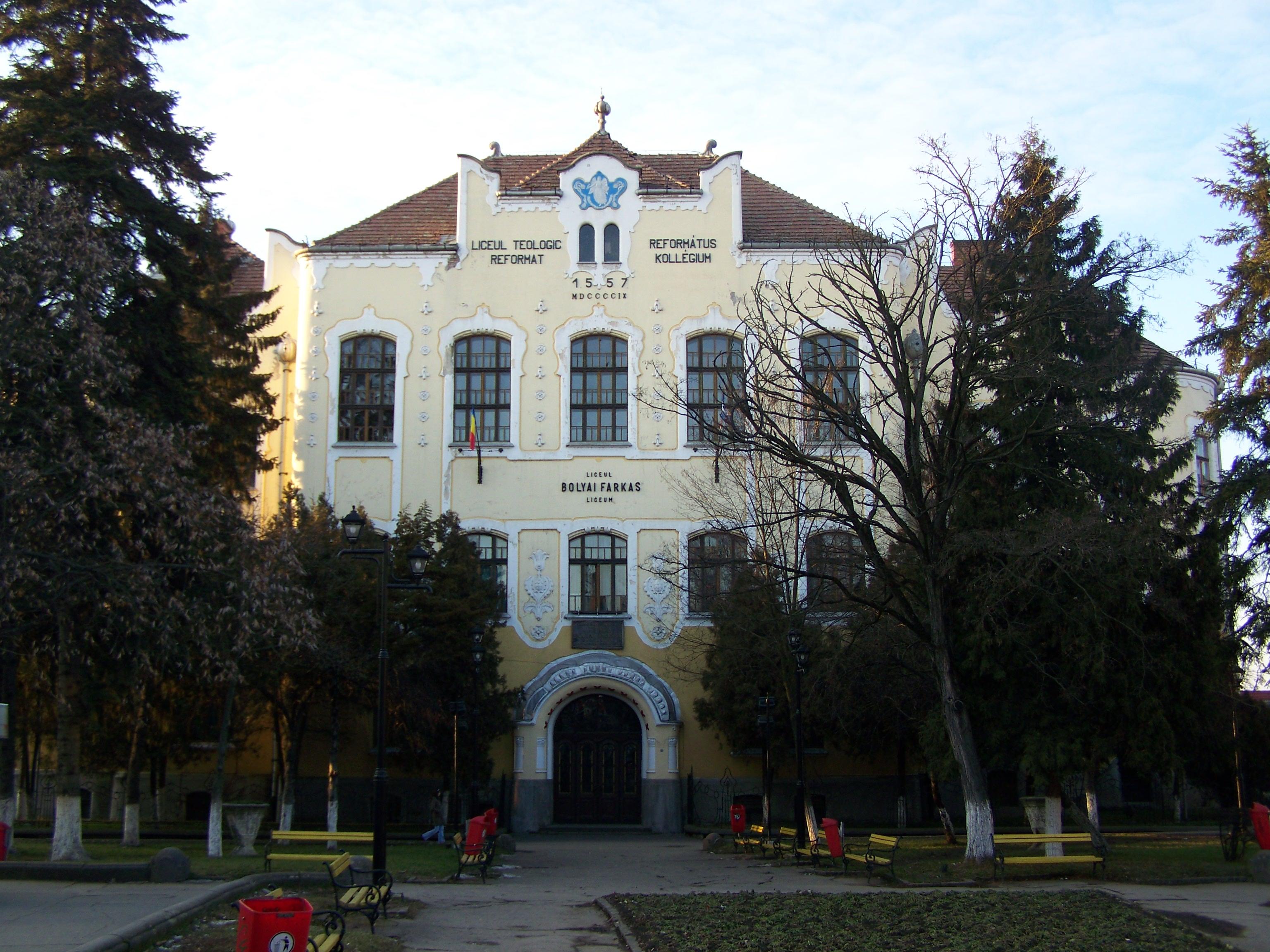
A marosvásárhelyi református kollégium

1799-ben tért vissza hazájába, ahol a Kemény család meghívta Kolozsvárra, hogy az egyik fiú nevelője legyen. Kolozsváron ismerkedett meg Benkő József kirurgus (borbély-sebész) lányával, Zsuzsannával, akivel 1801. szeptember 28-án kötöttek házasságot Kolozsvárt. Első gyermekük, János is itt született 1802. december 15-én
Hamarosan Domáldra költöztek, ahol Farkas kertépítésbe és gazdálkodásba kezdett. 1804-ben a marosvásárhelyi kollégium matematikaprofesszorának hívták meg. Két gyermekük született, 1802-ben János, illetve 1804-ben Anna, aki kétéves korában meghalt. Fia nevelésére sok gondot fordított, tanítóit a legjobb főiskolás diákok közül válogatta, de matematikára saját maga tanította, és vigyázott, hogy a szellemi fejlődés ne menjen a testi rovására. Rossz anyagi körülmények között élt, szűkös tanári fizetését kertészkedéssel pótolta, János taníttatásához ismerősök támogatására volt szükség. 1820-ban megpályázta az erdélyi kamarai erdők jól jövedelmező főfelügyelői állását, de nem járt sikerrel.
1821-ben, négy évi hosszú kínlódás után meghalt felesége. 1824-ben újra megnősült, a nála sokkal fiatalabb Somorjai Nagy Terézt, egy marosvásárhelyi vaskereskedő lányát vette el. Ebből a házasságából is két gyermeke született, 1826-ban Gergely, később egy Berta nevű kislány, aki nem élt sokáig. 1833-ban ismét özvegységre jutott. Ebben az évben Bolyai Jánost betegsége miatt nyugdíjazták, így hazaköltözött egyedülálló apjához, de csak egy évig bírtak együtt lakni. Különköltözésüket gyakori levélváltások követték.
Bolyai Farkas 1851-ben, 76 évesen ment nyugdíjba, hátralevő éveit visszavonultságban élte le. Két nagy bánattal kellett megküzdenie: 1854-ben  meghalt kis unokája (Berta), majd 1855-ben öreg barátja, Gauss. Nyolcvanéves korától az elmúlás gondolata foglalkoztatta és tudatosan készült rá. Megírta végrendeletét, saját halotti jelentését és intézkedett temetéséről: azt kérte, hogy a temetésén se pap, se gyászbeszéd ne legyen, sírja felé ne állítsanak síremléket, csak egy almafát ültessenek. 1856. november 20-án, agyvérzésben hunyt el.

## Munkássága
Bolyai Farkas nevét egyaránt jegyzi a matematikatörténet és a magyar irodalomtörténet is. Tevékenysége azonban ennél sokkal szerteágazóbb volt: foglalkozott fizikával, filozófiával, zeneelmélettel, erdészeti kérdésekkel, gyümölcstermesztéssel, borászattal, különböző műszaki problémák megoldásával, gyógyászati és gyógyszerészeti kérdésekkel. Az általa feltalált takarékos főző- és fűtőkemence a korabeli Erdélyben nagy népszerűségnek örvendett. Pedagógusként arra törekedett, hogy az elméleti oktatást lehetőség szerint összekapcsolja a gyakorlattal. Hozzáállására jellemző, hogy 1811-ben örömmel vállalkozott az újonnan bevezetett mezőgazdasági és állatgyógyászati ismeretek tantárgy tanítására.
1832-ben – Döbrentei Gábor ajánlása alapján – a Magyar Tudós Társaság levelező tagjává választotta, de nem a matematikai, hanem a természettudományi osztályban. A levelező tagság alapjául valószínűleg az 1830-ban megjelent magyar nyelvű Arithmetica eleje című könyve szolgált, más források szerint főleg szépirodalmi munkásságáért választották meg. Feltehetőleg ennek hatására írta meg 1834-ben Marosszéki lakodalmi szertartások című néprajzi tanulmányát. 1848 augusztusában vendégül látta Karl Kreilt, a prágai csillagvizsgáló igazgatóját, adjunktusával együtt, akik földmágnesességi méréseket végeztek kertjében.

### Matematika
Még göttingeni évei alatt kezdett el foglalkozni Euklidész ötödik posztulátumával, amelyet a többi axiómából levezethetőnek tartott. Erre vonatkozó kutatásait 1804-ben foglalta össze, és levélben elküldte Gaussnak, aki azonban rövid időn belül rámutatott a bizonyítás téves voltára. Bolyai azonban tovább próbálkozott a párhuzamossági axióma bizonyításával, többek között bebizonyította, hogy a „három, nem egy egyenesen található pont egy körön található” állítás egyenértékű ezzel.
Fő matematikai műve a Tentamen, amelynek két kötete 1832–33-ban saját kiadásban jelent meg. Ebben igyekszik axiomatikus alapokra helyezni és rendszerbe foglalni az aritmetikát és geometriát. A matematika történetében az elsők között volt, akik követelményként írták elő az egy rendszerbe tartozó axiómák kölcsönös függetlenségét: „Olyant nem kell az alapok közé tenni, mely a többiből következik.” A bevezető részben használt fogalmai a halmazelmélet első kezdeményének tekinthetők. A komplex számok tárgyalása során elsőként fogalmazta meg a permanenciaelvet: „... a műveletek az általánosság vitorlája alatt folytathatóak legyenek és az általánosság – amennyire csak lehetséges – el ne vesszen.” A matematikai analízis felépítése során az volt az álláspontja, hogy kerülni kell az Euler-féle „végtelen kicsinyek” használatát, helyette a limes fogalmát használta, amelyet magyarul a maga alkotta széj-becs szóval nevezett meg. Bebizonyította néhány korabeli konvergenciakritérium hibás voltát, és felépített egy újat, ami tartalmilag megegyezik a Raabe-féle konvergencia- és divergenciakritériummal.
Egyik legismertebb eredménye a sokszögdarabolási tétel: A síkban két egyenes vonalakkal határolt, egyenlő területű sokszög végszerűen egyenlő (azaz véges számú, páronként egybevágó darabokra oszthatók).
Az 1851-ben megjelent Kurzer Grundriss (Rövid vázlat) című német nyelvű művében összefoglalta főbb matematikai gondolatait, és párhuzamot vont fia és Lobacsevszkij munkássága között.
Életében megjelent matematikai művei:
- Az arithmetica eleje (az előszóban irt módon) B. B. F. (8-r. XVI, 4, 162 l. és 1 t.) M. Vásárhelyt, Marosvásárhely, 1830
- Tentamen juventutem studiosam in elementa matheseos purae, elementaris ac sublimioris methodo intuitiva, evidentiaque huic propria, introducendi, Marosvásárhely, 1832–33
- Az arithmetikának, geometriának és physikának eleje, Marosvásárhely, 1834
- A' Marosvásárhelyt 1829-be nyomtatott Arithmetika elejének részint rövidített, részint bővített, általán jobbított, 's tisztáltabb kiadása, Marosvásárhely, 1843
- Arithmetica eleje kezdőknek, Marosvásárhely, 1850
- Űrtan elemei kezdőknek, Marosvásárhely, 1850
- Kurzer Grundriss eines Versuches die Arithmetik darzustellen, Marosvásárhely, 1851.

### Levelezése, kézirat-kiadások
- Bolyai Farkas fizikája és csillagászata. Másfél évszázada lappangó kéziratok; szerk., jegyz. Gündischné Gajzágó Mária és Szenkovits Ferenc, bev. Szabó Péter Gábor;  MATI–Teleki-Bolyai Könyvtár, Bp.–Marosvásárhely, 2013 (Magyar tudománytörténeti szemle könyvtára)
- Bolyai Farkas és Carl Friedrich Gauss levelezése. A teljes levelezés első magyar fordítása; szerk. Nagy Ferenc, ford. B. Fejér Gizella, átdolg. Pálinkás János; Bolyai–Better–Püski, Bp., 2015 (Bolyai akadémia könyvtár)

## Személyisége
Fia feljegyzései szerint kemény testalkatú férfi volt, aki „a veszélyes embert mejjbe szokta ragadni.” Szerelmes természetével „állhatatlanul szerte-széjjel repdesve” sok bánatot okozott első feleségének.
Népszerű ember, fesztelen társasági lény létére nagyon megválogatta, hogy kit fogad közelebbi barátságába. Mindent megtett a kollégium és tanítványai érdekében, váltakozó sikerrel kilincselve a korabeli mecénásoknál, amit Bolyai János később úgy értékelt, hogy apja mesteri módon hízelkedett és álszenteskedett.
Sajátos, fanyar humora életének utolsó szakaszában sem hagyta el: végrendeletében hagyományozott mindenkinek két órát, amit otthon hasznosan eltölthet, ahelyett, hogy őt kísérné ki a temetőbe.

## Emlékezete

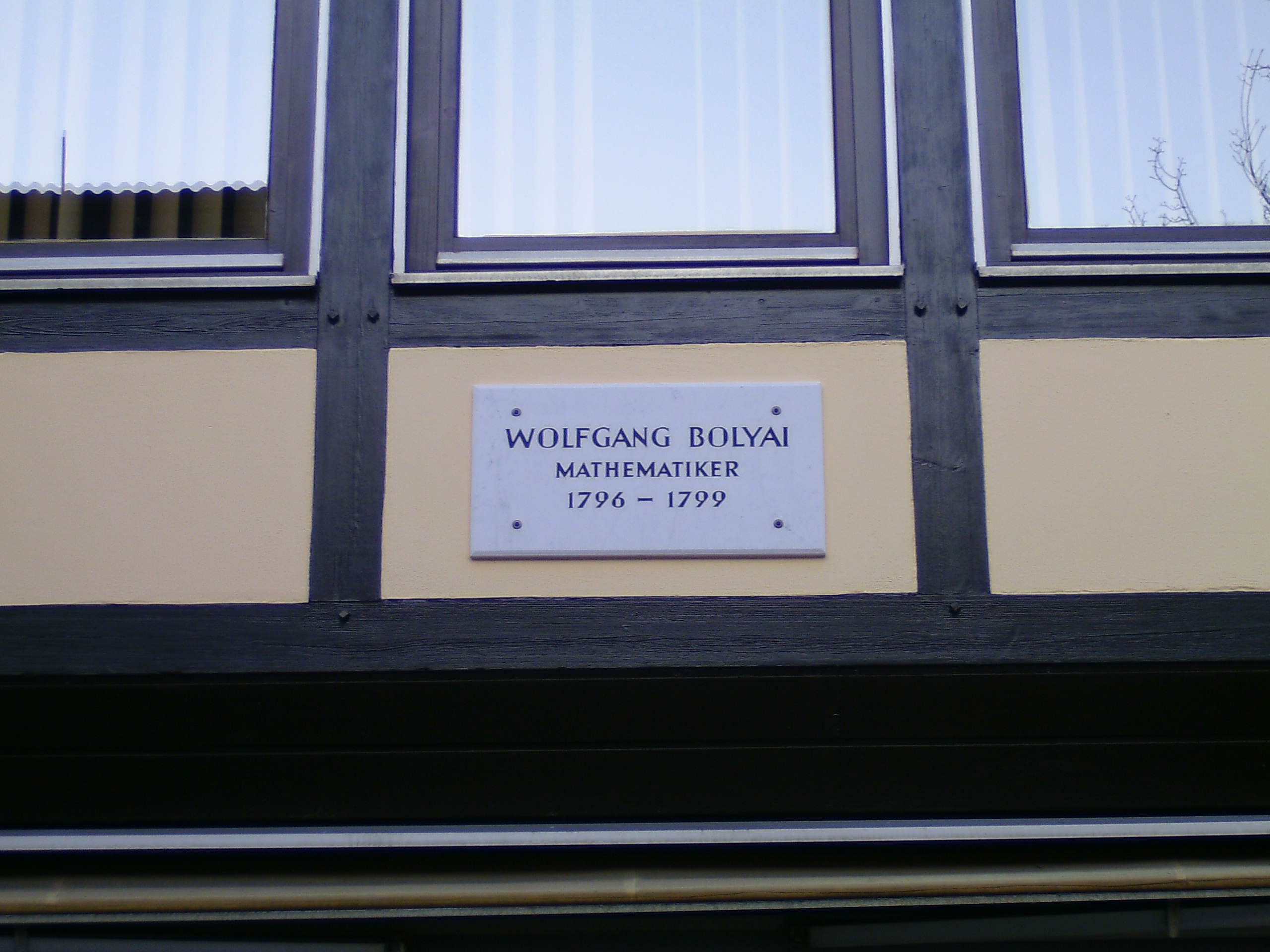
Bolyai Farkas emléktáblája Göttingenben

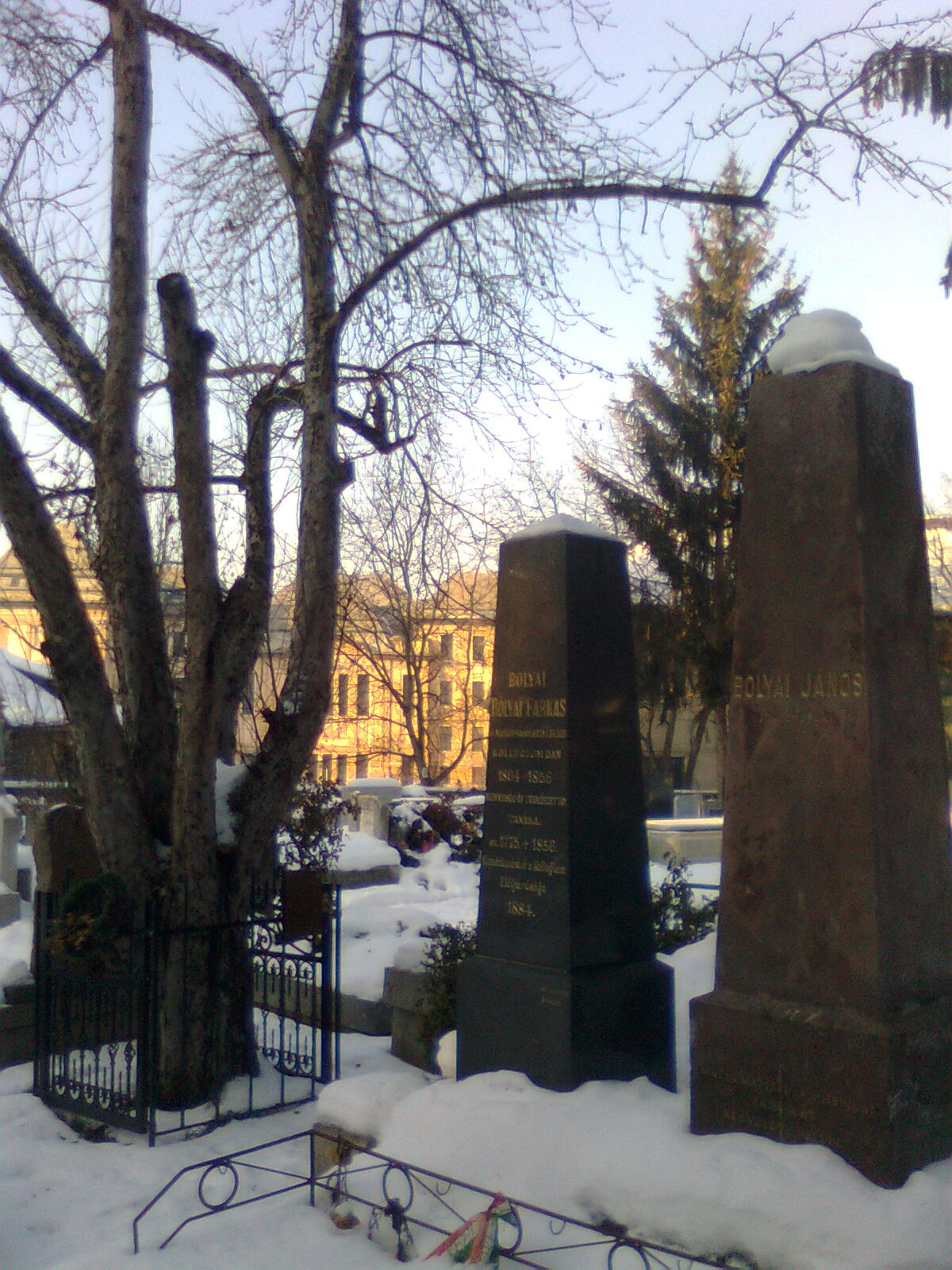
A két Bolyai sírja az almafával

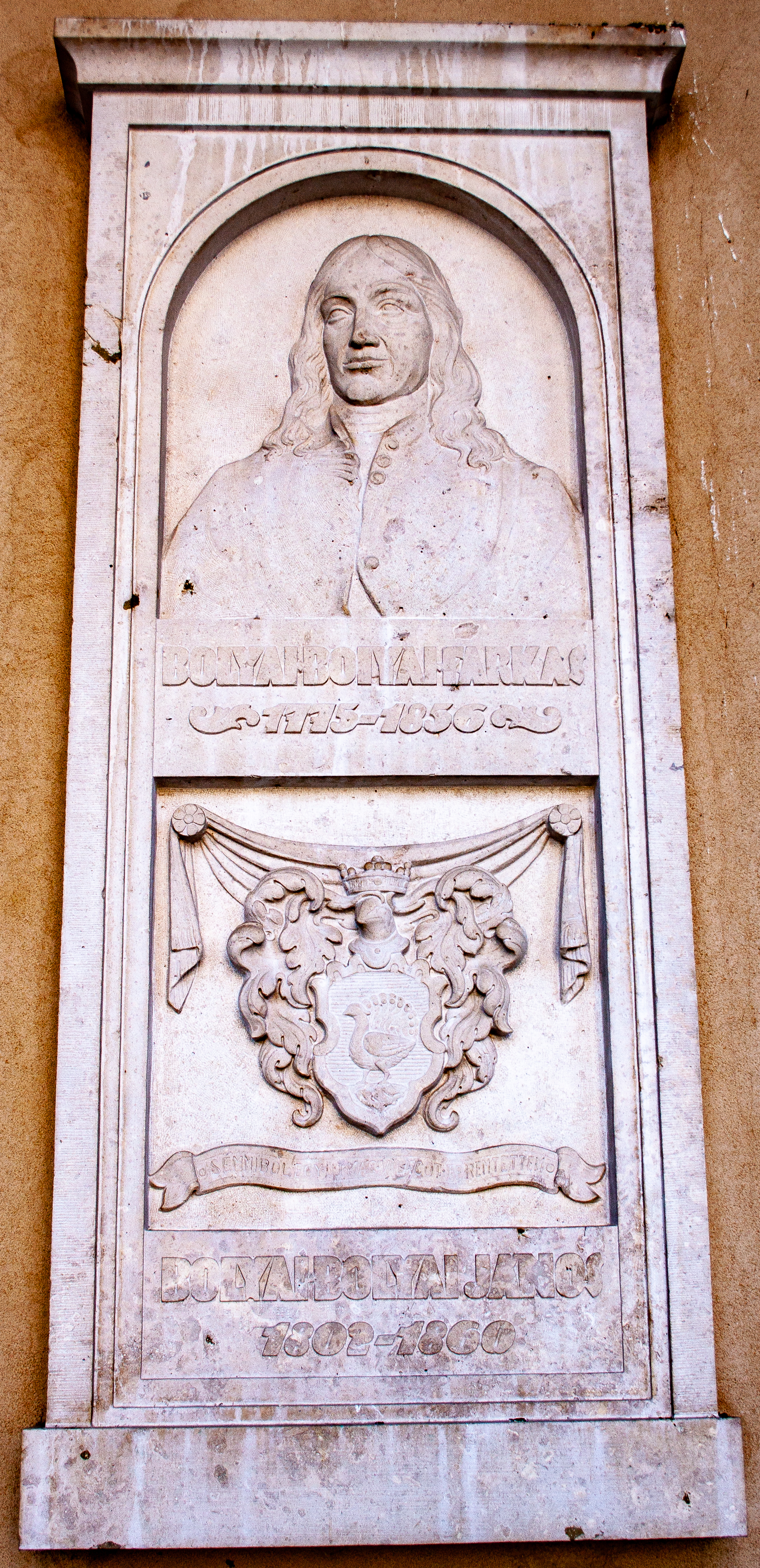
Bolyai Farkas és Bolyai János domborműve a szegedi Nemzeti Emlékhelyen (Dóm tér)

A halálát követő tavaszon tanítványa, Dicső Lajos, pojnik almafát ültetett a sírjára, a végrendeletben foglalt kérésének megfelelően.
A 19. század végén Paul Stäckel kezdett behatóan foglalkozni a Bolyaiak életével és munkásságával, és 1911-ben jelent meg német nyelven „A két Bolyai élete és munkássága” című könyve, amelyet 1914-ben magyar fordításban is kiadtak. Eötvös József kezdeményezésére a marosvásárhelyi református kollégium könyvtárában Bolyai-emlékmúzeumot szerveztek; ennek anyaga ma a Teleki–Bolyai Könyvtár Bolyai-emlékszobájában található. 1957-ben, Bolyai Farkas halála centenáriumán Marosvásárhelyen a Bolyai-téren, szemben a Bolyai Farkas Líceummal, felállították Csorvássy István és Izsák Márton szobrát, amely a két Bolyait ábrázolja.
A marosvásárhelyi volt református gimnáziumon kívül Bolyai Farkas nevét viseli egy ózdi szakképző iskola és egy zentai gimnázium. Róla kapta nevét továbbá az 1441 Bolyai kisbolygó, amelyet 1937-ben Kulin György fedezett fel.
A Szegedi Tudományegyetem matematikai tanszéke a Bolyai épületben helyezkedik el. Belépéskor balra Bolyai Farkas, jobbra Bolyai János életnagyságú szobra fogadja a látogatót.